# Dlouhé (Nový Hrádek)
Dlouhé (německy Langenau) je malá vesnice, část městyse Nový Hrádek v okrese Náchod. Nachází se asi 1,5 km na severovýchod od Nového Hrádku. V roce 2009 zde bylo evidováno 44 adres. V roce 2001 zde trvale žilo 13 obyvatel.
Dlouhé je také název katastrálního území o rozloze 3,72 km2. V katastrálním území Dlouhé leží i Rzy.

## Pamětihodnosti
- Přírodní památka Rašelina – zbytek podhorských rašelinných luk

## Galerie

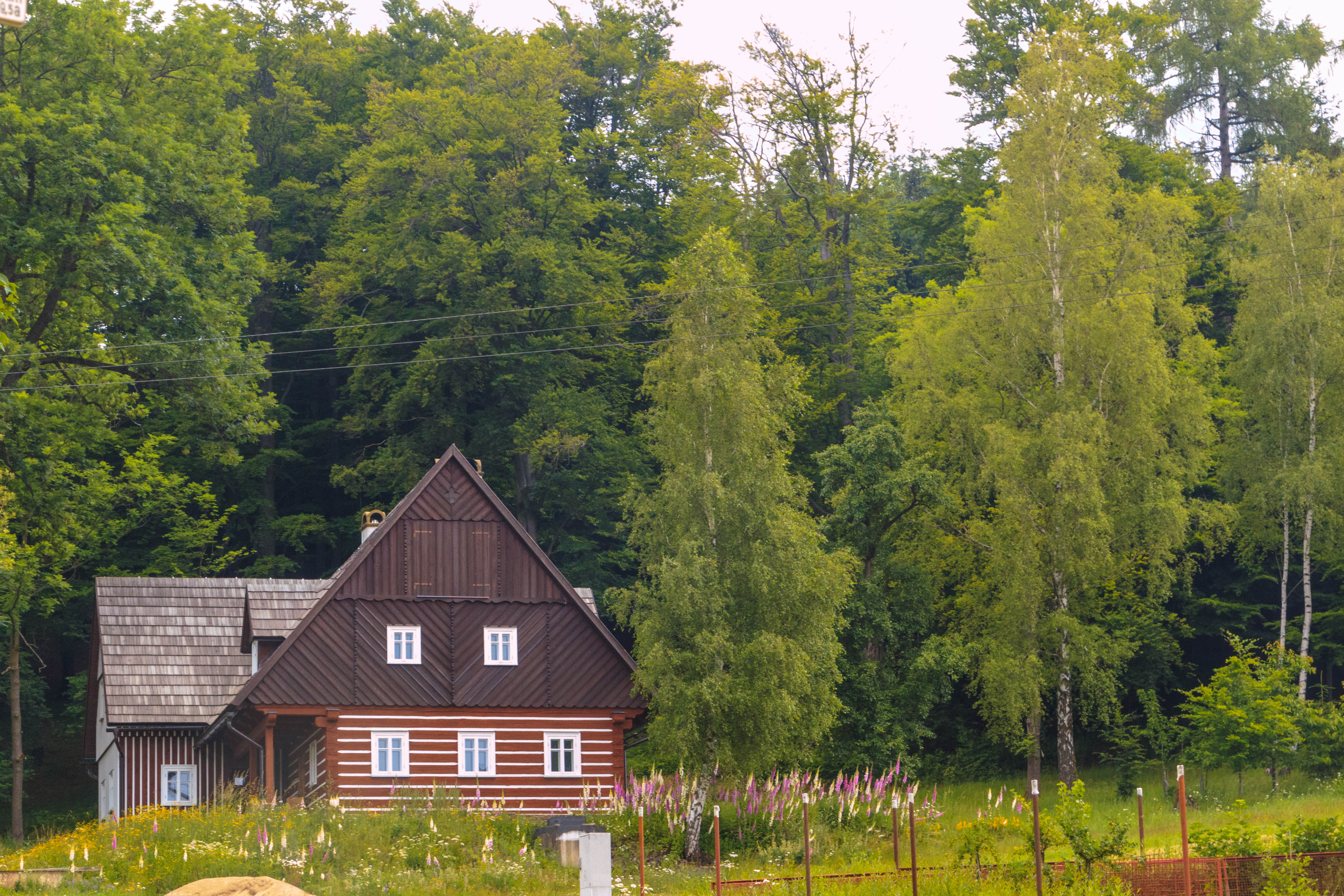
Dlouhé u Nového Hrádku - dům čp. 36
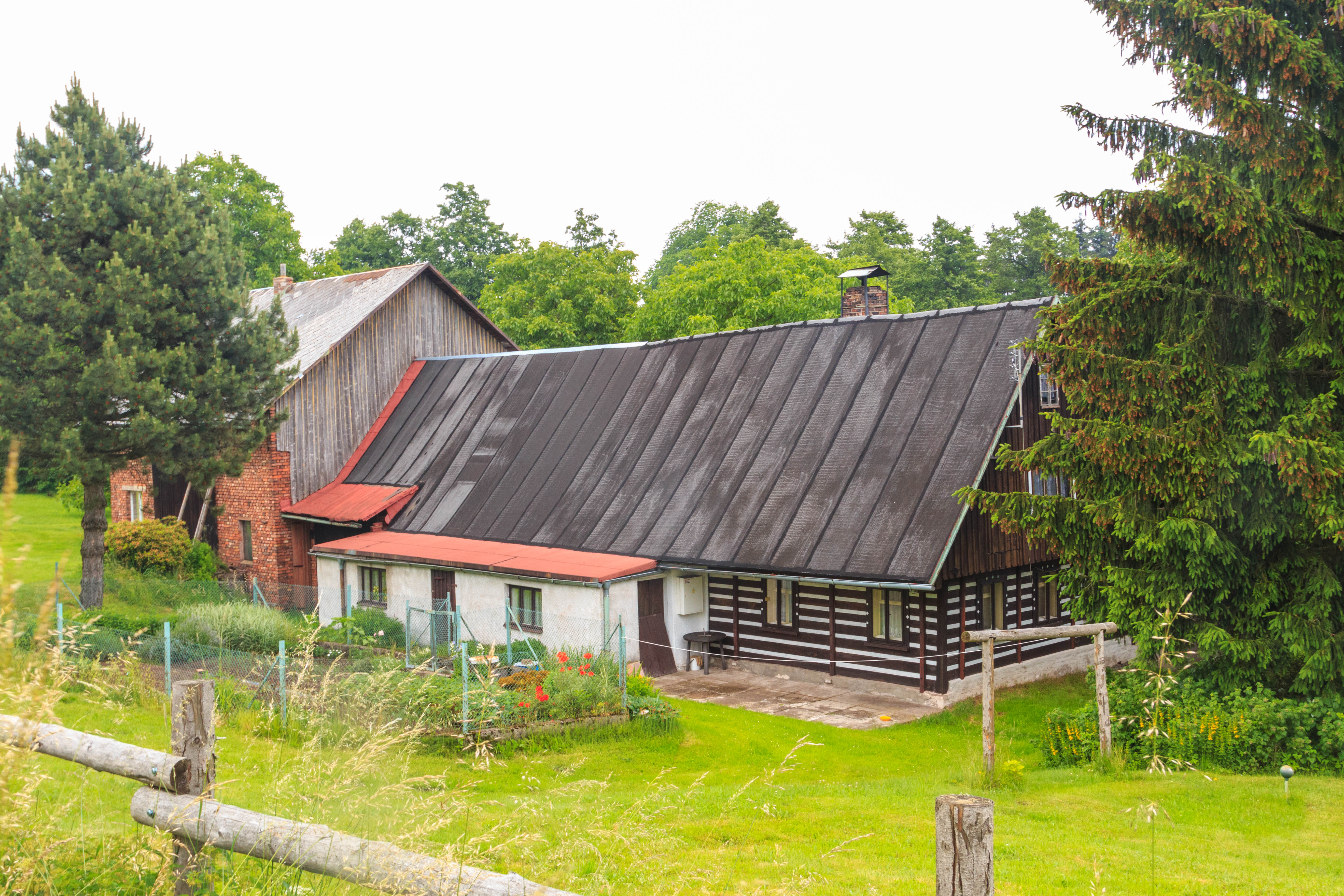
Dlouhé u Nového Hrádku - dům čp. 34
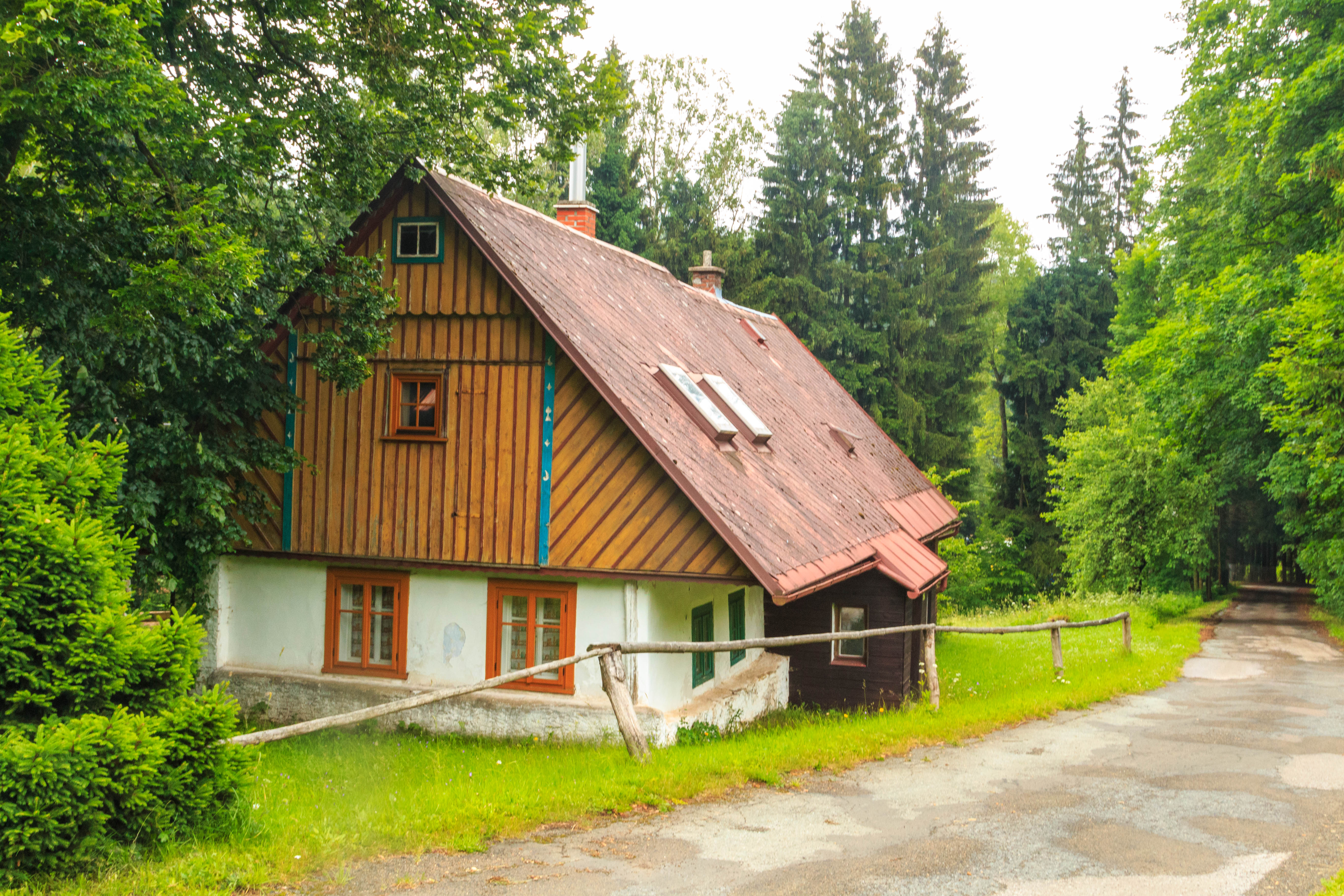
Dlouhé u Nového Hrádku - dům čp. 26
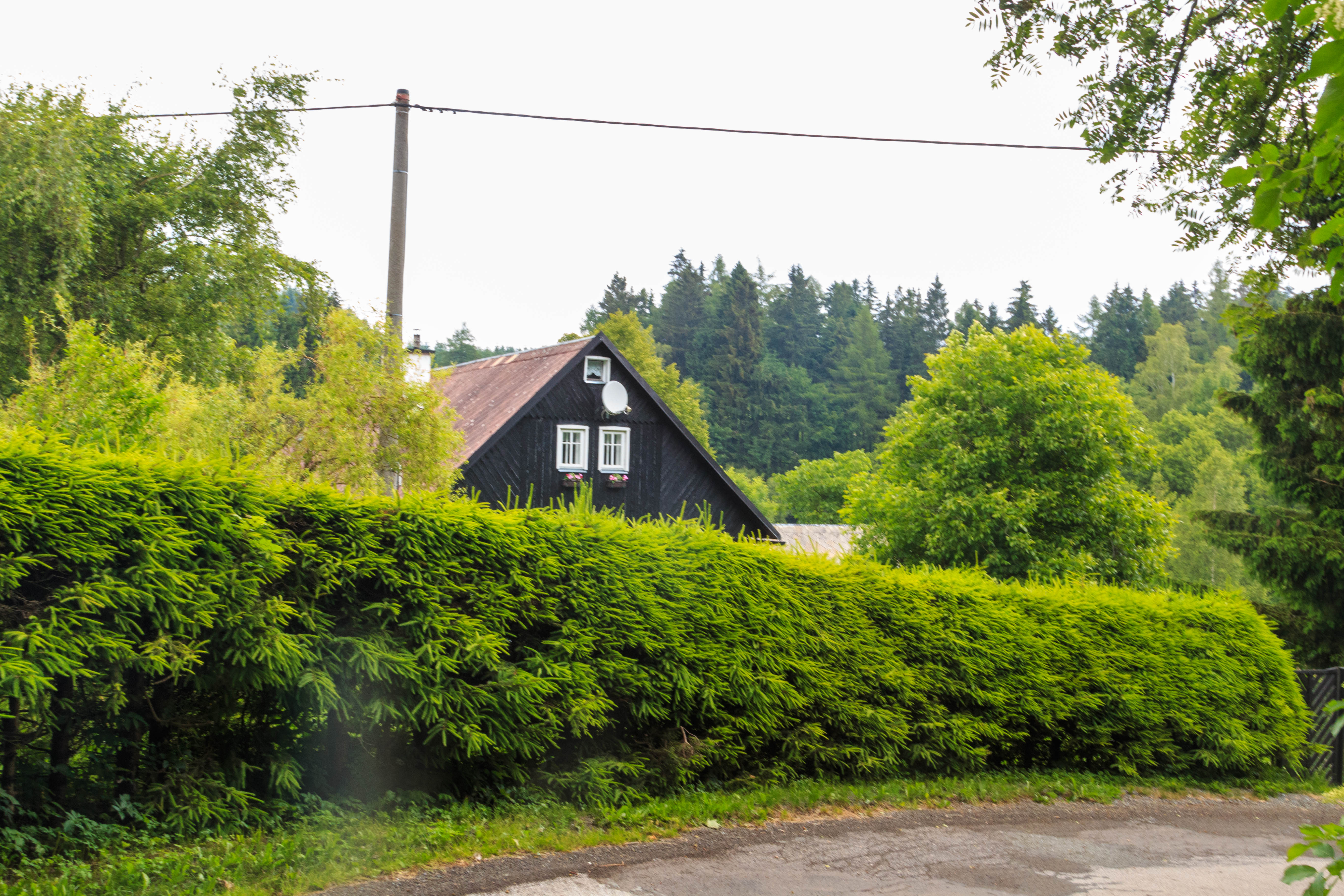
Dlouhé u Nového Hrádku - dům ev.č. 24